# I'm Looking Forward to Joining You, Finally
"I'm Looking Forward To Joining You, Finally" es la octava canción del disco derecho de The Fragile, por la banda de rock industrial, Nine Inch Nails. Es una canción que supuestamente está dedicada a la abuela materna de Trent Reznor.

## Créditos de la Canción
"To Clara" ("Para Clara")

## Aparece en
Halos
The Fragile

## Versiones

### I'm Looking Forward To Joining You, Finally
Esta versión es la única disponible. Se caracteriza por tener elementos musicales muy minimalistas, comenzando con un acorde incómodo de tocar en la guitarra.
Son pronto superadas por el loop de batería, que cuenta con algunos sonidos de percusión extraña, y la línea del bajo, así como la voz de Reznor. Las cuerdas
hacen reapariciones en todos los versos y el puente, una sección conducida por un bucle de percusión y línea de bajo. Tranquilo y florece un piano breve que aparece
de forma intermitente. En la edición de vinilo de The Fragile, las secuencias de introducción no se funden con el bucle final de "Complication" como en el CD. 

## En Vivo
Esta es una de las pocas canciones que Nine Inch Nails nunca ha tocado en vivo.
- Datos: Q5906673